# Vog Radio
Vog Radio est une station de radio associative de proximité (catégorie A) émettant depuis Marennes-Hiers-Brouage et rayonnant sur une grande partie de la presqu'île d'Arvert, de la côte sauvage et de la côte de Beauté. Elle se définit comme une radio généraliste avec pour cœur de cible les 20-59 ans, et est en synergie avec Hélène FM, station de radio historique de l'Aunis, basée à Surgères (sud de La Rochelle).
Elle dispose d'une unique fréquence, 103,1 MHz, qui lui permet de couvrir en premier lieu la grande banlieue ouest de Royan, et plus spécifiquement l'agglomération urbaine de La Tremblade (c'est-à-dire les communes de La Tremblade, Ronce-les-Bains, Arvert, Étaules et Chaillevette), la ville de Marennes, mais aussi le sud de l'île d'Oléron. Sa grille des programmes comprend de nombreuses informations et chroniques centrées sur la vie quotidienne dans cette partie du département. Elle émet depuis le château d'eau de Chaillevette, avec une puissance apparente rayonnée de 100 W.

## Historique
Vogue Radio voit le jour en 2008 à l'initiative de Christophe et Sébastien Coriton, deux trentenaires de la région passionnés de radio désireux de doter la presqu'île d'Arvert d'une station spécifique mêlant informations et divertissement. Portée par l'association Vogue, basée à Arvert, Vogue Radio n'émet dans un premier temps qu'à raison de six mois par an, pendant la « haute saison » touristique. Son émetteur est alors installé au sommet du phare de la Coubre, à la limite des communes de La Tremblade et des Mathes. La station est autorisée à émettre toute l'année par le CSA par la décision n° 2009-676 du 20 octobre 2009, modifiée par la décision n° 2010-485 du 1er juin 2010. Son émetteur est alors déplacé au château d'eau de Chaillevette et ses locaux implantés à Arvert, une des communes de l'agglomération de La Tremblade. Au mois de février 2015, le siège social est déplacé à Marennes. L'installation d'un relais wifi permet dès lors de mieux couvrir la presqu'île de Marennes ainsi que le sud de l'île d'Oléron.
Le 5 septembre 2022 Vogue radio devient Vog radio.